# Vissza a jövőbe (film)

Doki és Marty a DeLorean első útja előtt

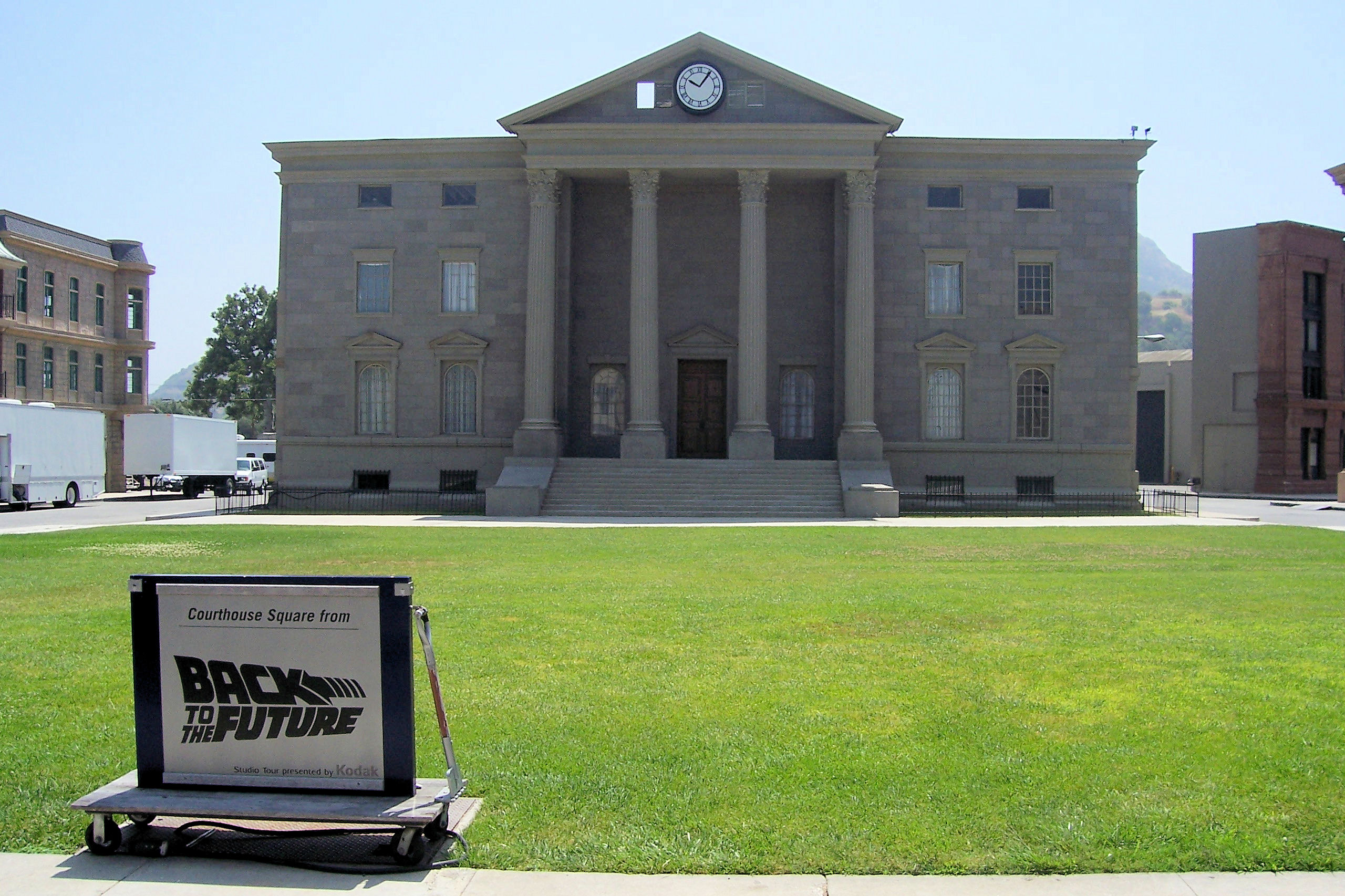
A Hill Valley-i városháza, tetején az órával (díszlet)

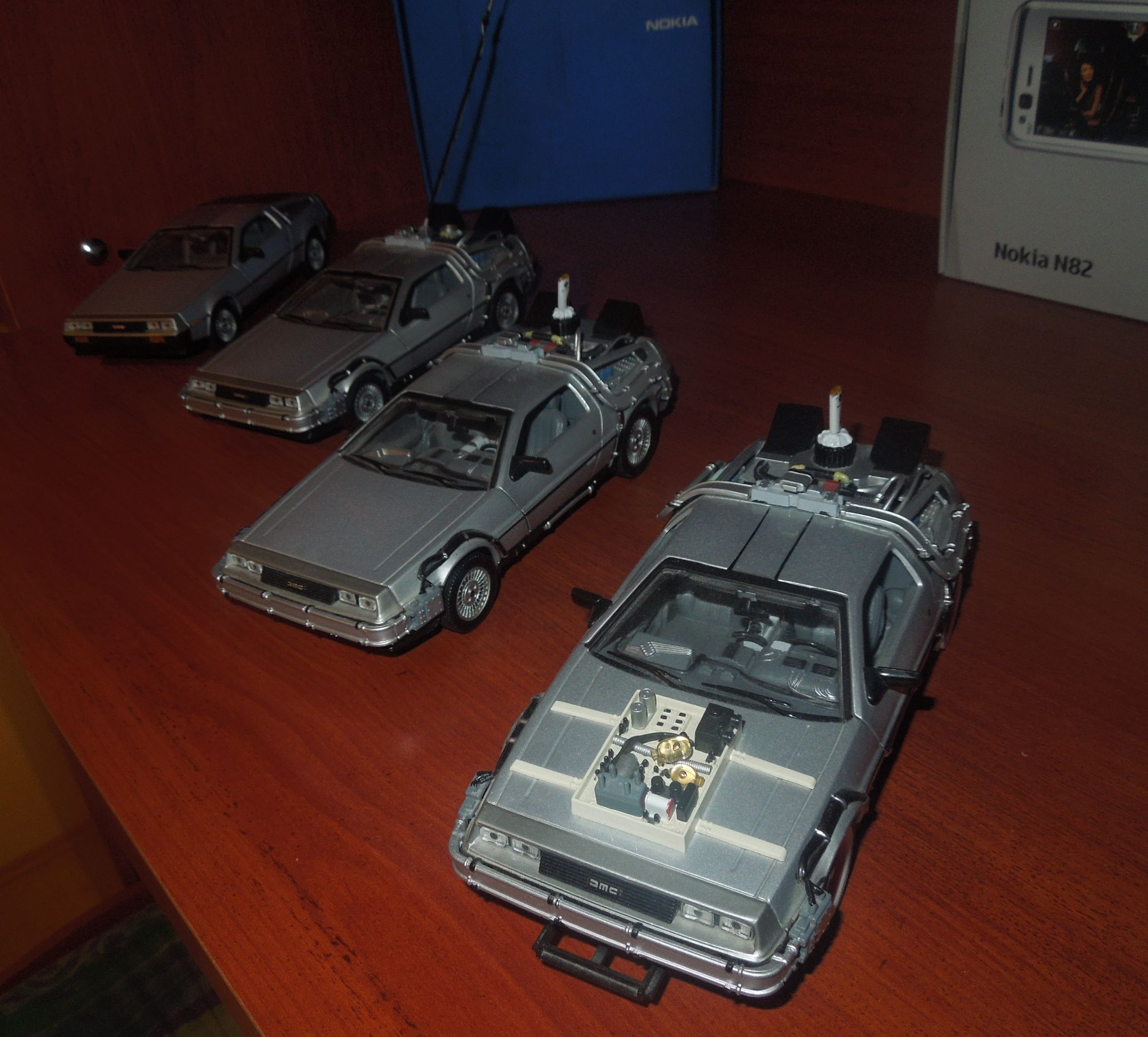
De Lorean DMC–12 modellautók, az első az eredeti, a második a filmben is használt autó mása, tetején az áramszedőkkel

A Vissza a jövőbe (eredeti cím: Back to the Future) 1985-ben bemutatott sci-fi-filmvígjáték, amely a Vissza a jövőbe trilógia első része. A filmet Robert Zemeckis rendezte, és közösen írta Bob Gale-lel, a zenéjét Alan Silvestri szerezte, a producere Steven Spielberg volt. A főbb szerepekben Michael J. Fox, Christopher Lloyd és Lea Thompson látható. Az Amblin Entertainment készítette, a Universal Pictures forgalmazta.
Amerikában 1985. július 3-án, Magyarországon 1987. október 15-én, felújított változattal 2015. október 15-én mutatták be a mozikban. Új magyar szinkronnal 2002. október 1-jén adták ki DVD-n.
A film alapötlete Bob Gale-től jött, aki elgondolkozott azon, milyen lett volna, ha a saját apjával egyszerre járt volna iskolába. A forgatókönyv azonban egyik stúdiót sem érdekelte, egészen Zemeckis 1984-es filmje, A smaragd románca sikeréig. Ekkor csatlakozott producerként a stábhoz Spielberg is. A főszerepre már eredetileg is Michael J. Foxot szánták, azonban mivel őt szerződés kötötte a Családi kötelékek című tv-sorozathoz, így kezdetben nem vállalhatta a forgatást. Ezért aztán az első néhány hétben Eric Stoltzcal forgattak, de néhány hét elteltével rájöttek, hogy nem ő a tökéletes választás, és visszatértek Michael J. Foxhoz. Ehhez olyan rugalmas forgatási rendet kellett kitalálniuk, amelybe mindkét szerep belefért.
1985. július 3-án debütált, és az év legsikeresebb filmje lett. Elnyerte a Hugo-díjat, a Saturn-díjat, az Academy Awardson is tarolt, és jelölték Golden Globe-ra is. A sikernek köszönhetően két folytatást készítettek hozzá, valamint egy animációs sorozatot, videojátékokat, sőt még musicalt is.

## Rövid történet
Marty McFly, egy tizenéves srác balszerencsés körülmények közepette visszakerül 1955-be, ahol találkozik majdani szüleivel. Nemcsak össze kell hoznia őket, de annak is meg kell találnia a módját, hogy utána Dr. Emmett Brown időgépével visszajusson 1985-be.

## Cselekmény
1985-ben a kaliforniai Hill Valley városában a 17 éves Marty McFly meglátogatja barátja, a kissé flúgos tudós, Dr. Emmett Brown laborját. Ugyan a Doki nincs otthon jó pár napja, de telefonon felhívja Martyt, és arra kéri, hogy szedjen össze neki pár dolgot és jöjjön el aznap éjjel a helyi pláza parkolójába. Marty elkésik a suliból, ráadásul a zenekara is elvérzik egy meghallgatáson, ezért aggódva mondja barátnőjének, Jennifernek, hogy az ambíciói ellenére talán úgy végzi, mint a szülei. Apját, a gyáva George-ot a főnöke, Biff Tannen egyfolytában megalázza, miközben az anyja, Lorraine, egy túlsúlyos, depressziós alkoholista. Az aznap esti vacsoránál (amikor is kiderül, hogy a családi autó összetört), Lorraine ismét felidézi, hogyan jött össze George-dzsal: George madárlesen volt, mikor lezuhant egy fáról, az apja elütötte, ezután Lorraine ápolta, és a védtelensége miatt megszerette (ez az úgynevezett Florence Nightingale-effektus).
Aznap éjjel negyed 2-kor Marty találkozik a Dokival a parkolóban. Doki felfedi előtte, hogy időgépet épített egy átalakított DeLorean-ből. Miközben felvázolja a működési elvét, elmondja, hogy az autó benzinnel működik, de az időutazást lehetővé tevő szerkezet, a fluxuskondenzátor működtetéséhez 1,21 GW energia szükséges, amelyhez nukleáris energia kell. Az ehhez szükséges plutóniumot líbiai terroristáktól lopta el, akiknek azt hazudta, hogy bombát épít belőle. A szerkezet bemutatásakor mintegy példaképpen beírja 1955. november 5-ét, a napot, amikor egy baleset következtében megjelent előtte a fluxuskondenzátor víziója, mely lehetővé teszi az időutazást. Már indulna is előre az időben 25 évet, amikor váratlanul megjelennek a terroristák és lelövik őt. Marty kénytelen bepattanni a DeLorean-be és menekülőre fogni, melynek során véletlenül aktiválja a berendezést és visszakerül 1955. november 5-ére.
A probléma csak az, hogy a visszaútra nem maradt elegendő plutóniuma. Besétál a városba, hogy megkeresse Doki fiatalabb alteregóját, és eközben találkozik az apjával. Kiderül számára, hogy Biff és a bandája már tinédzserkora óta egrecíroztatja George-ot. Kicsit később a nyomába ered, és látja, hogy George egy távcsővel kukkol, majd leszakad alatta az ág és egy autó elé esik. Marty az utolsó pillanatban félrelöki őt, de így őt gázolják el. A gázoló nem más volt, mint a saját nagyapja, aki hazaviszi, és végül nem más ápolja, mint a saját anyja, Lorraine, aki szemlátomást vonzódik hozzá.
Másnap Marty megkeresi Dokit, aki eleinte bolondnak nézi, de aztán amikor Marty elmondja neki, hogyan szerezte a sérülést a homlokán, meggyőződik róla, hogy igazat mond. Sajnos mint kiderül, a visszajutásban ő sem tud segíteni, mert az 1,21 GW rengeteg energia, plutóniumot pedig nem lehet akárhonnan szerezni. Az egyetlen lehetséges módszer a visszajutásra egy villám befogása lenne, és erre meg is van a mód: Marty egy szórólapról, amit még 1985-ben nyomtak a kezébe, tudja, hogy a város óratornyába egy héttel később, november 12-én, pontban 22:04-kor villám fog csapni. Doki nyomatékosan felhívja a figyelmét arra, hogy az elkövetkezendő egy hétben semmiképp se hagyja el a házat, mert ha igen, azzal megváltoztathatja a történelmet. Sajnos már késő: azzal, hogy félrelökte az apját az autó elől, máris sikerült ezt elérnie, mert a szülei így nem jönnek össze. Martynak így marad egy hete arra, hogy összeboronálja őket, különben ő maga is kitörlődik a létezésből. Marty sehogyan sem ér el sikereket: George-ot csak nagyon nehezen tudja rábírni, hogy hívja el Lorraine-t a bálba, amikor ez megtörténne, akkor pedig megjelenik Biff, és Martynak kell közbelépnie. Miután egy autós üldözést követően Marty sikeresen eléri, hogy Biff kocsijába bezúduljon egy nagy adag trágya, lefegyverezve őt, Lorraine végképp belehabarodik, és azt akarja, hogy Marty vigye el őt a Tengermélyi Varázs bálba (ahol George és Lorraine először csókolóztak). Marty közben megpróbálja elmondani a Dokinak, hogy mi fog történni vele a jövőben, de ő nem hajlandó meghallgatni.
Marty kitalálja, hogy a bál estéjén úgy tesz, mintha "visszaélne a helyzettel", George pedig odamegy és megmenti Lorraine-t. A terv visszafelé sül el, mert egyrészt Lorraine sokkal rámenősebb, mint azt gondolta, másrészt George helyett Biff érkezik előbb, aki elégtételt akar venni az autójáért. A bandájával bezárja Martyt a zenekar autójába, ő pedig erőszakoskodni kezd Lorraine-nel. Martyt kiszedik a csomagtartóból, de a gitáros Marvin Berry keze megsérül közben. Közben George is megérkezik az autóhoz, és látva a helyzetet, feldühödik, s egyetlen jól irányzott ütéssel kiüti Bifffet. Ezután elmennek a bálba, ahol Marty ugrik be a gitáros helyére, és miután a szülei csókolóznak, bebiztosította a saját létezését.
Időközben megérkezik a vihar, és ha viszontagságos körülmények között is, de sikerül az időgépet a megfelelő pillanatban energiával ellátni, mely így visszatér 1985-be. Mivel Doki nem volt hajlandó megismerni, mi vár rá a jövőben, ezért Marty 10 perccel korábbra állítja a gépet, de még így is későn érkezik: látja, ahogy a Dokit lelövik, a másik énje pedig visszamegy az időben. Ám ezúttal volt egy kis változás: a Doki felvett egy golyóálló mellényt, mert mindennek ellenére érdekelte, hogy mi fog történni. Hazaviszi Martyt, és elmondja, hogy 30 évvel előre készül a jövőbe. Marty másnap reggel döbbenten látja, hogy mennyi minden megváltozott: az apja egy magabiztos és sikeres író, az anyja egészséges és boldog, Biff pedig saját maga fényezi az autójukat. Mikor Marty találkozik Jenniferrel, és meglátja, hogy egy vadonatúj Toyotával fel tudnak menni kettesben a tavakhoz, váratlanul visszaérkezik Doki az immár fúziós energiájú meghajtásúra átépített időgéppel. Közli velük, hogy mindkettejüknek vele kell jönnie, mert valami gond van a gyerekeikkel, majd a DeLorean vadonatúj repülő üzemmódjával előremennek a jövőbe.

## Készítése

### Előkészületek
Bob Gale a Tragacsparádé című filmjének elkészítése után a szülői ház pincéjében talált egy évkönyvet, amelyben azt látta, hogy apja volt a végzős évfolyam osztályelnöke. Gale elgondolkozott azon, milyen lenne, ha a saját apjával járt volna egy osztályba. Mikor visszatért Kaliforniába, elmesélte az ötletét Robert Zemeckisnek. Ő továbbgondolta, és hozzáírt egy anyát, aki bár azt állította a gyerekeinek, hogy ő még csak nem is csókolózott az iskolában, a valóságban sokkal rámenősebb volt. 1980 szeptemberében a Columbia Picturesszel való megállapodásuk keretén belül elkezdték a forgatókönyv megírását.
A történetet 1955-be helyezték, ugyanis ennyi időt kellett biztosítani ahhoz, hogy egy 17 éves srác a saját szülei iskolai éveibe kerülhessen vissza. Egyébként is érdekes korszak volt, mert ekkoriban kezdődött a tinédzser korosztály felértékelődése, a rock and roll megjelenése, és a kertvárosok kiépülése. Egy korai vázlat szerint az időgép egy hűtőgép lett volna, Marty pedig egy nevadai teszt-atomrobbantás helyszínéről tudott volna hazajutni. Az ötletet elvetették, nehogy a dolgot otthon kipróbáló gyerekek beszoruljanak a hűtőbe, és egy mozgó szerkezet egyébként is praktikusabb volt. Az ötlet később az Indiana Jones és a kristálykoponya királysága című filmbe került át. Az autók közül a DeLorean-re a futurisztikus megjelenése miatt esett a választás, ugyanis erről könnyen feltételezni lehetett a múltban, hogy egy repülő csészealj.
A forgatókönyv írása közben két probléma merült fel. Az egyik, hogy hihető okot kellett szolgáltatni arra nézve, miért is barátok Marty és Doki. Ebből a célból került be a filmbe az óriási erősítő a film elején. A másik gond az ödipális Lorraine-Marty kapcsolat feloldása volt, amit úgy oldottak meg, hogy a forgatókönyvbe beleírták, hogy Lorraine azt mondja, amikor megcsókolja, olyan, mintha a bátyja lenne. Biff Tannen a stúdió Ned Tanen nevű dolgozója után kapta a nevét, a karakterbe pedig Donald Trump figuráját is beledolgozták.

## Szereplők
| Színész            | Szereplő               | Magyar hang        | Magyar hang                   |
| Színész            | Szereplő               | 1. szinkron (1987) | 2. szinkron (2002)            |
| ------------------ | ---------------------- | ------------------ | ----------------------------- |
| Michael J. Fox     | Marty McFly            | Rudolf Péter       | Rudolf Péter                  |
| Christopher Lloyd  | Dr. Emmett L. Brown    | Rajhona Ádám       | Rajhona Ádám Borbiczki Ferenc |
| Lea Thompson       | Lorraine Baines McFly  | Götz Anna          | Götz Anna                     |
| Crispin Glover     | George McFly           | Zsótér Sándor      | Fesztbaum Béla                |
| Thomas F. Wilson   | Biff Tannen            | Sipos András       | Boros Zoltán                  |
| James Tolkan       | Mr. Strickland         | Perlaki István     | Varga T. József               |
| Claudia Wells      | Jennifer Parker        | Földesi Judit      | Kiss Virág                    |
| Marc McClure       | Dave McFly             | Szolnoki Tibor     | Moser Károly                  |
| George DiCenzo     | Sam Baines             | Máté Gábor         | Orosz István                  |
| Wendie Jo Sperber  | Linda McFly            | Balogh Erika       | Zsigmond Tamara               |
| Frances Lee McCain | Stella Baines          | Mányai Zsuzsa      | N/A                           |
| Billy Zane         | Match                  | Boros Zoltán       | N/A                           |
| J.J. Cohen         | Skinhead               | Laklóth Aladár     | N/A                           |
| Casey Siemaszko    | 3-D                    | Kerekes József     | Pálmai Szabolcs               |
| Donald Fullilove   | Goldie Wilson          | Felföldi László    | N/A                           |
| Lisa Freeman       | Babs                   | Détár Enikő        | Hullan Zsuzsa                 |
| Cristen Kauffman   | Betty                  | Farkasinszky Edit  | N/A                           |
| Harry Waters, Jr.  | Marvin Berry           | Vass Gábor         | Kapácsy Miklós                |
| George Buck Flower | Red Thomas             | Kristóf Tibor      | N/A                           |
| Read Morgan        | Rendőr Hill Valley-ben | Izsóf Vilmos       | N/A                           |
| Deborah Harmon     | TV-bemondónő           | Kertész Zsuzsa     | N/A                           |
| Jackie Gleason     | Ralph Kramden          | Varga T. József    | N/A                           |

## Szinkronstáb
| Beosztás           | 1. szinkron (1987)                | 2. szinkron (2002) |
| ------------------ | --------------------------------- | ------------------ |
| felolvasó          | Bozai József                      | Bordi András       |
| magyar szöveg      | Sarodi Tibor                      | Sarodi Tibor       |
| hangmérnök         | Illés Gergely                     | Steiner András     |
| rendezőasszisztens | Kovács Miklós                     | –                  |
| vágó               | Mihályfalvi Mihály                | Kocsis Éva         |
| gyártásvezető      | Miklai Mária                      | Miklai Mária       |
| szinkronrendező    | Kiss Beáta                        | Kiss Lajos         |
| készítő            | Magyar Szinkron- és Videovállalat | Balog Mix Stúdió   |

## Kimaradt jelenetek
- George McFly grillázst vesz egy környékbelitől.
- Marty az 1955-be érkezésekor megkér egy nőt, hogy csípje meg, nem álmodik-e.
- Egy Sir Walter Randolph cigaretta-reklám, amiben egy tüdőműtéteket végző orvos szerepel.
- A múltbeli Doki megvizsgálja jövőbeli énje felszerelését.
- Marty véletlenül meglátja, ahogy Lorraine puskázik egy dolgozat közben – bár ennek ellenére is egyest kap rá.
- A jelenet, ahol Marty Darth Vadernek öltözve akarja rászedni George-ot, hogy vigye el Lorraine-t a bálba, valamivel hosszabb volt.
- Marty megkéri George-ot, hogy üsse meg őt.
- Amikor a Dokit a villámra várva igazoltatják és engedélyt kérnek tőle, ő kenőpénzt ad, hogy ne kérdezősködjenek, bár ez a jelenet a háttérben látszódik is.
- A bálban George-ot Mark Dixon bezárja egy telefonfülkébe, ahonnét Strickland sem akarja kiengedni.[5]

## Televíziós megjelenések
- 1. szinkron: TV-1, TV2, RTL Klub / RTL, RTL Három
- 2. szinkron: TV2, Viasat 3, Viasat 6, Paramount Channel, AXN, Sony Movie Channel, Film Now